# Иванковцы (Кременецкая городская община)

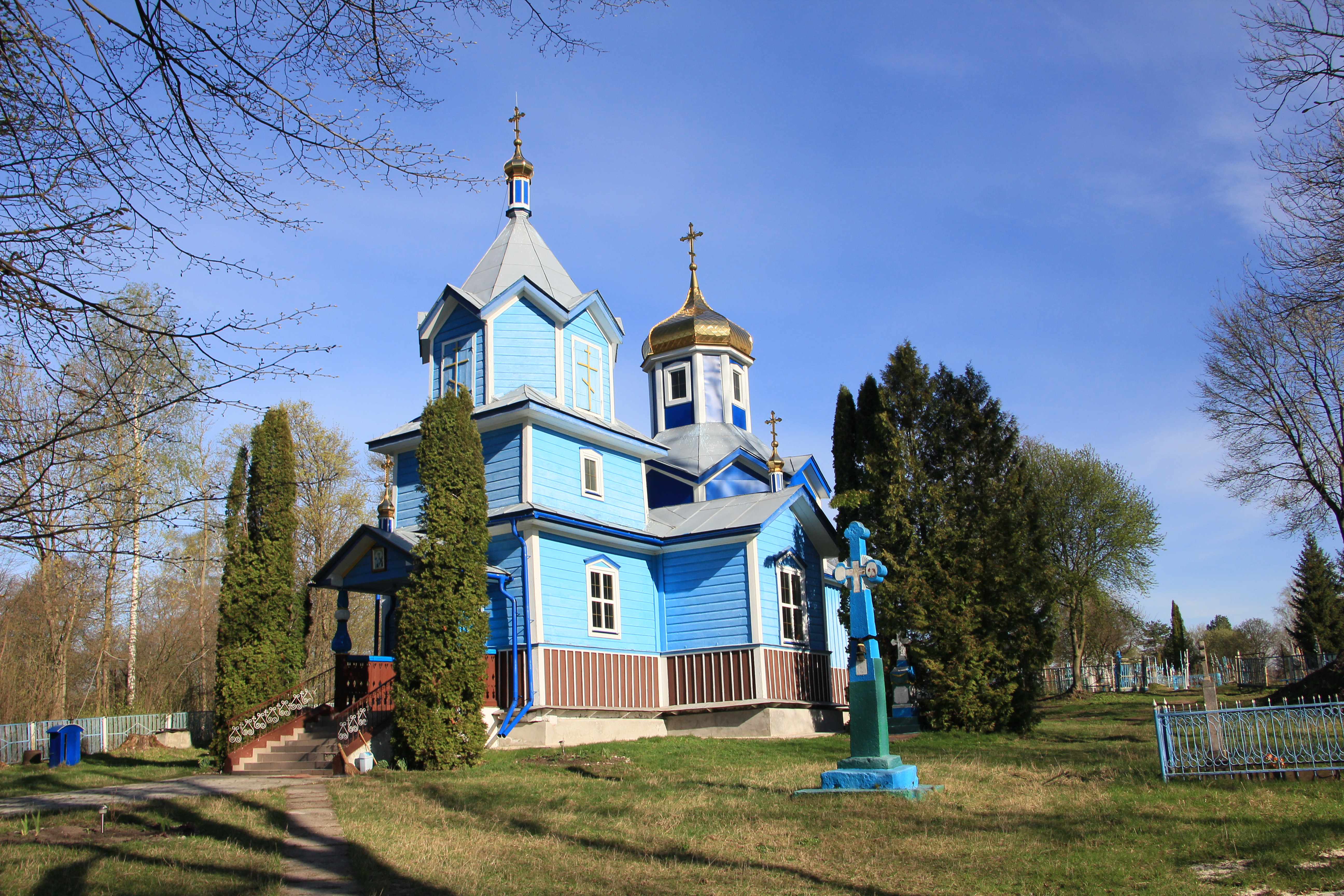
Деревянная церковь деревни Иванковцы

Иванковцы (укр. Іванківці) — село в Кременецкой городской общине Кременецкого района Тернопольской области Украины.
Код КОАТУУ — 6123482905. Население по переписи 2001 года составляло 388 человек.

## Географическое положение
Село Иванковцы находится на берегу реки Горынька,
выше по течению примыкает село Кушлин,
ниже по течению на расстоянии в 1 км расположено село Подгайцы (Шумский район).

## История
- 1434 год — дата основания.

## Объекты социальной сферы
- Школа I—II ст.
- Фельдшерско-акушерский пункт.

## Достопримечательности
- Братская могила советских воинов.